# Sholaga
Le sholaga (ou sholega, autonyme sōlagaru māṭu) est une langue dravidienne, parlée par environ 24 000 personnes qui vivent majoritairement dans les districts de Mysore et de Dakshina Kannada de l'État de Karnataka, ainsi que dans les collines de Nilgiri, dans l'État de Tamil Nadu, en Inde.

## Sources
- (en) K.V. Zvelebil, 2001, Problems of Identification and Classification of some Nilgiri Tribes, dans K.V. Zvelebil, Nilgiri Areal Studies, p. 39-110, Prague, université Charles de Prague, The Karolinum Press  (ISBN 80-7184-945-6)
- (en) K. V. Zvelebil 2001, The Language of the Shōlegas, dans K.V. Zvelebil, Nilgiri Areal Studies, p. 313-344, Prague, université Charles de Prague, The Karolinum Press  (ISBN 80-7184-945-6)